# Anca Pop
Anca Pop (ur. 22 października 1984, zm. 17 grudnia 2018) – rumuńsko-kanadyjska piosenkarka.

## Życie i działalność
Urodziła się w 1984 i już trzy lata później emigrowała wraz z rodziną do Serbii, gdzie przebywała w obozie dla uchodźców politycznych, a po kilku miesiącach wyjechała do Kanady. W Kanadzie Anca Pop uczyła się śpiewu i gry na mandolinie. W 1993 powróciła do rodzinnej Rumunii. Współpracowała między innymi z Goranem Bregoviciem, z którym nagrała piosenki Champagne for Gypsies oraz On a Leash do albumu Champagne for Gypsies. W 2015 ukazał się jej pierwszy singel pt. Free Love, zaś w 2017 jej jedyny, debiutancki album pt. Anca Pop. Jej utwór Loco Poco do śmierci artystki zyskał na YouTube – 1,5 mln odsłon.
W 2018 w rumuńskich mediach echem odbiło się wyznanie artystki, która ujawniła, iż jest lesbijką.
Zmarła 17 grudnia 2018 w wyniku utonięcia w drodze do rodzinnego domu. Jej samochód wyłowiono z Dunaju w okolicach miejscowości Şviniţa kilka kilometrów od domu jej rodziców. W miejscu wypadku nie było barier ochronnych.

## Dyskografia

### Albumy studyjne
- Anca Pop (Roton Music; 2016)[5]

### Single
- Free Love (2015)[6]
- Super Cool (2016)[7]
- Ring Around (2017)[8]
- Loco Poco (2017)[9]
- Ederlezi (2017)[10]
- Maria Magdalena (2019)[11]